# Vendedores de horchata
Pintura al óleo de 1860 hecha por el mexicano Agustín Arrieta.
Agustín Arrieta (1803-1874) realizó pinturas donde muestra las costumbres de la gente poblana en el siglo XIX, además de retractar naturaleza muerta.
En sus obras, Arrieta es conocido por la atención que pone en los detalles y la selección de color. 
Vendedores de horchata.
En la obra se muestran 4 mujeres y dos hombres, en lo que parece una tienda. Dos mujeres se encuentran detrás de una mesa mientras atienden el lugar; visten ropa común de Puebla en aquella época. Una pareja adinerada se encuentra a un lado de la mesa mientras espera a que las mujeres vendedoras de horchata los atiendan.
El otro hombre, que se trata de un vendedor, llega con sus productos a ofrecerlos a los clientes del lugar. 
Por último, una mujer se encuentra en el piso posiblemente preparando la horchata.
En los extremos de la pintura, Arrieta coloca unos adornos altos de color rojo con numerosos detalles en dorado.
Los colores que maneja el artista son cálidos a excepción de algunos detalles.
La luz que exhibe hace pensar que se trata de la luz de sol después del mediodía que ilumina ciertas partes de la tienda. 
En las paredes del lugar, se encuentran cinco pinturas de paisajes elaboradas detalladamente.